# 레이클랜드 테리어

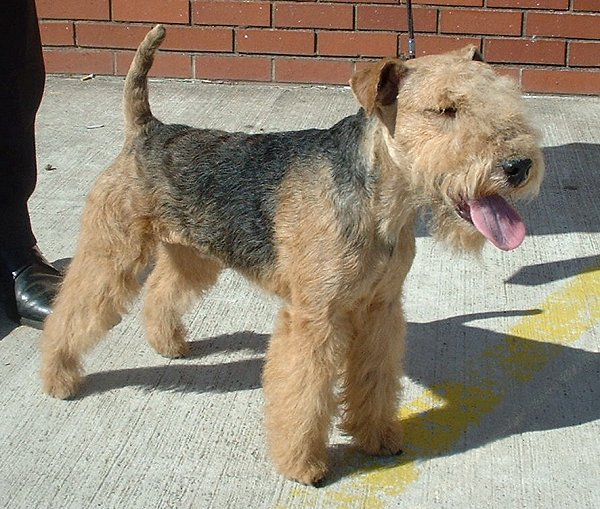
레이클랜드 테리어

레이클랜드 테리어(Lakeland Terrier)는 몸집이 작고 호리호리한 테리어 개의 일종이다. 원래 잉글랜드 서북부에서 여우 사냥용으로 사육되었다.